# Cheeky's a GoGo!
『Cheeky's a GoGo!』（チーキーズ ア ゴーゴー）は、BSよしもとで2022年3月21日から2023年6月30日まで放送されていた地方創生をテーマとしたバラエティ番組。サブタイトルは「〜行く・見る・味わう・楽しいニッポン〜」。
本項では毎週土・日曜日に放送される『ギュッと Cheeky's a GoGo!』（ギュッと チーキーズ ア ゴーゴー）についても述べる。

## 概要
曜日別に地元愛にあふれる各エリア（月曜日「関西・東海」、火曜日「中国・四国」、水曜日「九州・沖縄」、木曜日「関東・甲信」、金曜日「北海道・東北・北陸」）出身芸人がMCを務め、都道府県住みます芸人と共に地方の魅力と地域の情報を全国に発信する生放送の番組。
初回は『開局記念特番「Cheeky's a GoGoGo!」〜6時間生放送スペシャル〜』として12:00 - 18:00に放送し、東野幸治と和牛がMCを務めた。なお、この3人は現在『Cheeky's channelアワード』→『東野・和牛の全国街ぶらチーキーズ』（いずれも毎月最終の日曜日に放送）のMCを務めている。
2023年3月21日にはBSよしもと開局1周年を記念した特番『チーキーズ a GoGo!5時間生放送SP』も放送された。こちらもMCには開局記念特番と同様に東野幸治が務め、和牛や各曜日のMCが出演した。
インターネットの同時配信・見逃し配信（放送から2週間）の対象番組で、放送内容はパソコンやスマートフォンから全編視聴可能。
1週間の放送内容は、その週末に放送される『ギュッと Cheeky's a GoGo!』でダイジェストにまとめられる。通常は2日分・3日分に分けて土曜（West）と日曜（East）に放送され、こちらは見逃し配信には対応せず、ごく一部のシーンの切り出しのみアーカイブ配信される。特番が編成された場合は放送時間が変更されたり、5日分をまとめてどちらかの曜日に放送したり、もしくは休止することがある。
2022年10月3日からのBSよしもと24時間放送開始にともない、26時（翌日2時）より1週間前の放送回が『Cheeky's Store』（チーキーズ ストア）と吉本興業からのお知らせをカットした状態で再放送される事となった。なお、年末年始の特別編成が絡む場合は、2週間前の内容を再放送する。また、再放送の場合のエンディング曲のうち、最終週は、放送された月ではなくその翌月のエンディング曲に差し変えられる。
2023年6月5日放送内にて、7月の改編に伴い2023年6月いっぱいでの番組終了が発表された。同年4月には、BSよしもとが資金難から地方創生の基幹番組の打ち切りを決めたとFACTAオンラインにて報道されていた。

## 放送時間の変遷
- 月 - 金曜日 13:00 - 17:00（2022年3月22日 - 同年9月30日）
- 月 - 金曜日 13:00 - 17:30（再放送[1週遅れ] 26:00 - 29:30）（2022年10月3日 - 2023年7月7日）

## 出演者
| 月曜日                             | 火曜日   | 水曜日         | 木曜日               | 金曜日                                    |
| MC                                 | MC       | MC             | MC                   | MC                                        |
| ---------------------------------- | -------- | -------------- | -------------------- | ----------------------------------------- |
| トータルテンボス                   | 次長課長 | パンクブーブー | トレンディエンジェル | とにかく明るい安村 ハイキングウォーキング |
| 進行                               |          |                |                      |                                           |
| 赤間有華（BSよしもとアナウンサー） |          |                |                      |                                           |

- 上記のスタジオMCの加え吉本興業所属[注釈 5]の芸人やアーティスト（1〜3名程度が基本だが、稀に4名以上出演している場合もあった）がゲストとして日替わりでスタジオ出演している
- 各地域の住みます芸人（アーティスト）及び同タレント、YouTuber：リモート出演

## 過去の出演者
- 進行
  - 木原実優（火・木、2022年3月）[7]
  - 大谷麻乃（水、2022年3月）[8]
  - 谷川愛梨（2022年3月28日、同年4月1日）

## コーナー
- 住みます芸人リレー中継

番組冒頭に当日各コーナーでリモート出演する各地域の住みます芸人をリレー形式で紹介する。
- Cheeky's 1カットリポート（不定期）

住みます芸人がまさに今いる地域の旬な情報を1カットのVTRで紹介する。
- 行くニッポン! Cheeky'sスポット!

各地域の住みます芸人やYoutuberが週替わりのテーマに従い、各地の観光・絶景ポイント・ディープスポットなどをがリモート出演でVTRをまじえつつ紹介する。
- となりマッチ

各地域の隣接する2つの市区町村（自治体の観光協会や商工会議所などの職員等がリモート出演する）がそれぞれの名所・文化・イベント・グルメ等をPRしスタジオMCとゲストがどちらのプレゼンが熱かったかを判定する。
- 住みます!やります頑張ります!

各地域の住みます芸人が各地方を応援するために行っているプロジェクトをVTR形式で紹介。
- 住みます/移住者物件ガイド

各地域の住みます芸人が現在入居者募集中の賃貸（分譲の場合もある）物件をリモート出演で紹介。番組内で紹介された物件には敷金・礼金無料等の特典が付与される事がある。
- 味わうニッポン! Cheeky's グルメ!

各地域の住みます芸人が週替わりのテーマに従い、地元ならではの美味しいグルメをリモート出演でVTRをまじえつつ紹介する。
- びっくり美味しいご当地○○No.1選手権

住みます芸人の推薦による各地域のおすすめ食品類（加工食品）3点をスタジオMCとゲストが放送内で試食してNo1を決定する（○○は原則2週毎に変わる食品のカテゴリー：レトルトカレー、缶詰、洋菓子、焼肉のタレ 等）。
- Mr.スズキックスの週末イリュージョン[注釈 7] ※金曜日のみ

MCの鈴木Q太郎（ハイキングウォーキング）が番組終了前に、即興でミニチャレンジ（具体例はハイキングウォーキングページ内”Mr.スズキックスのスーパーイリュージョンショー”の項に記載）を披露する。見事成功すれば視聴者がハッピーな週末を過ごせるというもの。
- cheeky'sトピック（不定期コーナー）

全国各地の旬な情報を伝えるコーナー。
現在は2022年5月27日より毎週金曜日に福井県の学校法人金井学園と芸人によるプロジェクト「ロングコートダディのつるつるいっぱい学園」を放送していたが、後にレギュラー番組に昇格し、2023年6月以降は月1回の日曜日に放送されている。
- おらがマッチ わが町自慢

## 特別編成
- 2022年8月第1週（1日〜5日）は同じく月曜から金曜の午前に放送されていた『Cheeky's Cast 1』、『Cheeky's Cast 2』との合同企画でBSよしもとスペシャルウィーク チーキーズGIFT〜夏〜47都道府県へGO!GO!GO!と冠して放送された[11]。各番組のMCが局名入りの法被を放送内で着用し、各番組には普段は登場しない吉本興業の大物芸人や吉本興業系列以外に所属するタレント・芸人などをのスタジオゲストに招いた。その中で赤間有華 全国47都道府県夏ギフト探しの旅と題し、普段は番組進行役[注釈 10]を務める赤間アナウンサーがスタジオを飛び出し各都道府県を駆け巡り番組視聴者にプレゼント[注釈 11]するギフト（各地域の住みます芸人や視聴者推薦の菓子類等の食品）を購入する旅に出た。初日の8月1日の 『Cheeky's Cast 1』放送中の冒頭に東京本部スタジオに登場しそこから金曜日まで[注釈 12]毎日朝8時から17時まで『Cheeky's a GoGoGo!』で曜日毎に紹介される順に各地域を巡り、各地の店頭で住みます芸人と合流しギフトを購入したり試食する姿などが1日数回各番組内[注釈 13]でリモート中継で紹介された。最終日の8月5日の『Cheeky's a GoGoGo!』放送内終盤に購入したギフトを携えた赤間アナウンサーがスタジオに登場。5日間の総移動距離は5,871.2km、集めたギフトは計55品であると報告した[14]。
- 2022年8月8日は笑いの日 特別企画として普段はリモート出演している各地域の住みます芸人及びアーティストから各地域を代表し計6名[注釈 14]がスタジオ出演し[15]、「中継スポットガチンコ対決」、「スタジオお土産対決」の特別企画が放送された。また番組後半にスペシャルゲストとして松崎しげるがスタジオ出演した[16]。
- 2022年9月第2週（5日〜9日）は住みます!やります!頑張ります!スペシャルとして放送。同年上半期に同コーナーで放送された各地住みます芸人によるプロジェクトの模様を各日4〜5組につき総まとめ放送した。またこの週は生放送ではなく事前収録であり、スタジオはMCと赤間アナウンサーのみの出演でゲストは不在だった。
- 2023年6月26日～6月30日の5日間は、各曜日毎に最終回として放送[注釈 15]され、地域が遠方となる6/27火曜日[17]、6/28水曜日[18][注釈 16]を除く3日間はゲストとしてスタジオに各地域の住みます芸人を多数招き[19]賑やかなフィナーレとなった。

代役のMC等
- 2022年
  - 7月18日はトータルテンボスに代わりライセンスの2人がMCを務めた[20]。
  - 8月11日はトレンディエンジェルに代わり天狗（首都圏住みます芸人）の2人がMCを務めた[21]。
  - 12月8日はトレンディエンジェルに代わり平成ノブシコブシ徳井健太とLLR伊藤智博の2人がMCを務めた[22]。
- 2023年
  - 2月16日はトレンディエンジェルの斎藤に代わりオスペンギン（茨城県住みます芸人）のでれすけがたかしと共にMCを務めた。また、斎藤は4月6日の放送まで不在であることが赤間アナウンサーからアナウンスされた[注釈 17]。
  - 4月3日はトータルテンボスに代わり 山本博（ロバート）と村上知子（森三中）がMCを務めた。
  - 6月13日は次長課長に代わり川谷修士（2丁拳銃）とネゴシックスの2人がMCを務めた[注釈 18]。
  - 6月15日はトレンディエンジェルに代わり金曜からハイキングウォーキングの2人がMCを務めた[注釈 19]。

## エンディング曲
月に1度のペースで入れ替わっている。アーティストは基本的に吉本興業系列に所属している歌手やグループが担当している。
| 年     | 月     | 月        | 曲名                     | 歌手名・ユニット名     |
| ------ | ------ | --------- | ------------------------ | ---------------------- |
| 2022年 | 10月度 | 10月度    | 「WEDDING HIGH」         | エグスプロージョン     |
| 2022年 | 11月度 | 11月度    | 「ドキドキLOVE」         | Rocket Punch           |
| 2022年 | 12月度 | 12月度    | 「シンガロンパーティー」 | つぼみ大革命           |
| 2023年 | 1月度  | 1月度     | 「CRY」                  | Tielle                 |
| 2023年 | 2月度  | 2月度     | 「Paradise」             | Maison B               |
| 2023年 | 3月度  | 3月度     | 「サボりの歌」           | ジュースごくごく倶楽部 |
| 2023年 | 4月度  | 4月度     | 「Today is まにまに」    | ZiDol                  |
| 2023年 | 5月度  | 5月度     | 「メリットデメリット」   | .BPM                   |
| 2023年 | 6月    | 第1週     | 「ふみきりのうた」       | 鈴川絢子               |
| 2023年 | 6月    | 第2週以降 | 「一歩」                 | 水谷若葉               |

## スタッフ
2022年3月22日〜
- AP：假屋颯太、加藤稚菜、國廣光
- プロデューサー：幸田奈央、野田雄司、高橋くれあ、安江鋭、世継栄太
- チーフプロデューサー：肥後篤人
- 協力：株式会社よしもとエリアアクション
- 中継協力：zoom
- 制作協力：株式会社バックアップメディア、株式会社共同テレビジョン、株式会社インディ・アソシエイツ
- 製作・著作：BSよしもと